# فاني دوراك (سباحة)
سارة فرانسيس "فاني" دوراك (المولودة في 27 أكتوبر 1889، والمُتوفاة في 20 مارس 1956)، والمعروفة أيضًا بلقب زوجها فاني جاتلي هي سبّاحة أسترالية. كانت فاني من عام 1910 حتى عام 1918 أعظم سباحة في العالم في جميع المسافات من سباقات السباحة الحرة إلى سباحات ماراثون الأميال.

## الحياة الشخصية و الوظيفية

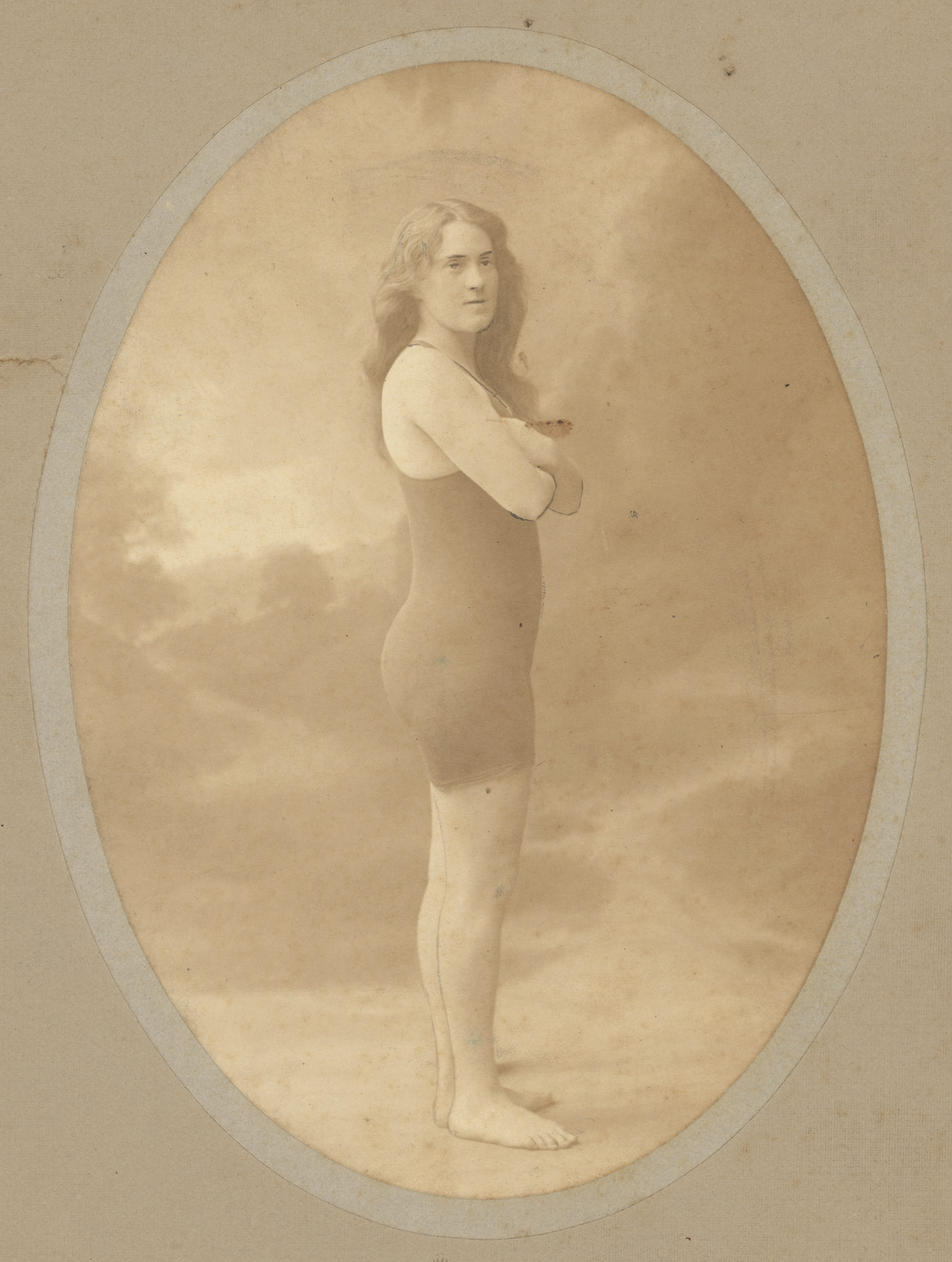
فاني دوراك، أولمبياد ستوكهولم، عام 1912.

تعلمت دوراك السباحة في حمامات كوجي بسيدني  بدءًا بسباحة الصدر، وهو الأسلوب الوحيد الذي كانت هناك بطولة للسيدات فيه في ذلك الوقت. وفازت في عام 1906 بأول لقب لها، وعلى مدى السنوات القليلة التالية، سيطرت على ساحة السباحة الأسترالية. في موسم السباحة 1910–1911، وتغلبت مينا ويلي على دوراك في سباق 100 ياردة على الصدر وفي سباق 100 و220 ياردة حرة في بطولة السباحة الأسترالية في روز باي. أصبح الاثنان بعد ذلك أصدقاءًا مقربين.
من أواخر عام 1912 إلى عام 1920، احتفظت فاني بالرقم القياسي العالمي الرسمي للسباحة الحرة للسيدات لمسافة 100 متر. كما حملت الرقم القياسي لسباق 200 متر حرة من عام 1915 إلى عام 1921. وشملت الأرقام القياسية العالمية الأخرى 220 ياردة حرة (من عام 1915 إلى 1921)، و500 متر حرة (من عام 1916 إلى 1917)، وميل واحد حرة (من عام 1914 إلى 1926). كما احتفظت بالعديد من الأرقام القياسية الأسترالية.
عارض اتحاد السباحة للسيدات في نيو ساوث ويلز في البداية مشاركة النساء في الألعاب الأولمبية. كانت الألعاب الأولمبية الصيفية لعام 1912 في ستوكهولم هي أول دورة ألعاب أولمبية تحتوي على سباحة للسيدات. رفض اتحاد السباحة للسيدات في نيو ساوث ويلز السماح لفاني وويلي بالمشاركة في البطولة، ولكن سُمح لهما لاحقًا بالذهاب بشرط أن يتحملا نفقاتهما الخاصة. قام الاثنان بتنظيم جمع التبرعات المحلية لجمع الأموال لأنفسهم وكذلك للمرافقين الإلزاميين. سجلت فاني دوراك رقمًا قياسيًا عالميًا جديدًا في تصفيات سباق 100 متر حرة. وفازت بالمباراة النهائية لتصبح أول امرأة أسترالية تفوز بميدالية ذهبية أولمبية في السباحة. وكانت المرأة الوحيدة التي فازت بهذه الميدالية حتى دورة الألعاب الأولمبية عام 1932 (عندما فازت كلير دينيس بسباق 200 متر صدر في لوس أنجلوس)؛ وحتى دورة الألعاب الأولمبية عام 1956 كانت هي ودينيس المرأتين الوحيدتين التاتن فازتا بتلك الميدالية.
قبل أسبوع من مغادرة الفريق الأسترالي للمشاركة في أولمبياد أنتويرب في مايو 1920، عانت فاني من التهاب الزائدة الدودية وخضعت لعملية استئصال الزائدة الدودية بشكل طارئ. وأعقب ذلك حمى التيفوئيد والالتهاب الرئوي ولم تتمكن من المشاركة مع الفريق الأولمبي.
خلال الحرب العالمية الأولى، أصيب تمثال العذراء الذهبية للسيدة مريم وطفلها السيد المسيح على قمة بازيليك نوتردام دي بريبيير في ألبرت بمقاطعة السوم في فرنسا، بقذيفة في 15 يناير 1915، وسقط إلى وضع شبه أفقي. أطلقت القوات الأسترالية على التمثال المائل اسم "فاني" تكريما لفاني دوراك لأنه يشبه السباح الذي يغوص من فوق المنصة.

## الموت والإرث
تُوفيت فاني دوراك في سيدني عام 1956، ودُفنت في مقبرة ويفرلي مع زوجها الراحل برنارد مارتن جاتلي. سُمي مركز فاني دوراك للألعاب المائية في بيترشام بسيدني على شرفها.
أُدرجت بعد وفاتها في قاعة المشاهير الدولية للسباحة باعتبارها "سباحة شرف" في عام. كما أُدرجت بالإضافة إلى ذلك في قائمة الشرف الفيكتورية للنساء في عام.
سُمي شارع سارة دوراك في حديقة سيدني الأولمبية في سيدني بأستراليا تكريما لها.
أُدرجت في عام 2022 لقاعة مشاهير السباحة الأسترالية في افتتاحها.

## معرض صور

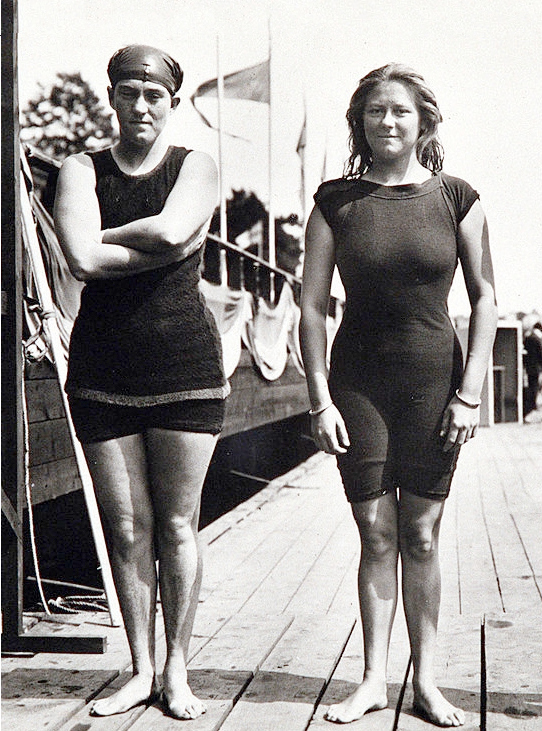
فاني دوراك (يسار) ومينا وايلي في أولمبياد 1912.
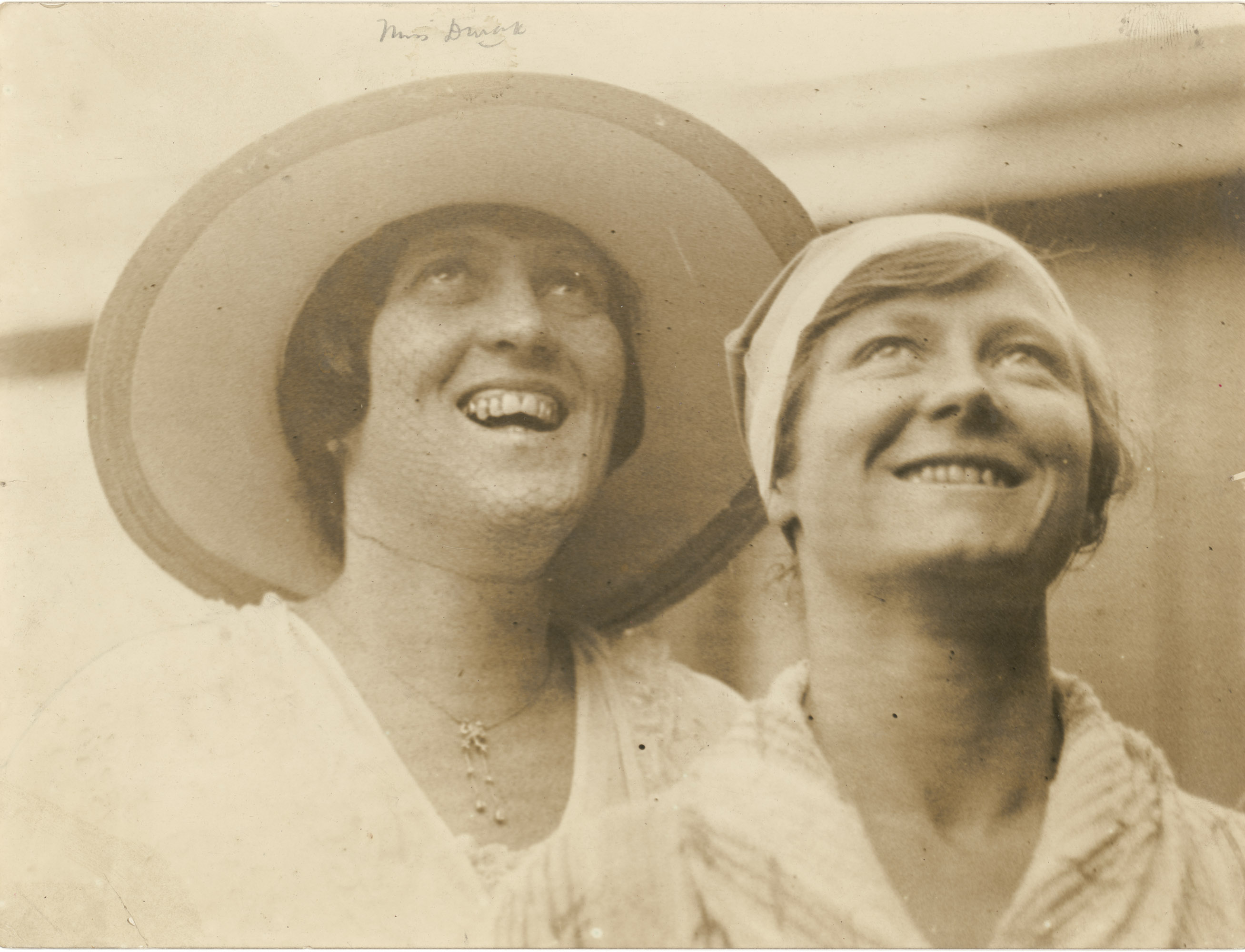
فاني دوراك من مكتبة ولاية نيو ساوث ويلزa468006u.
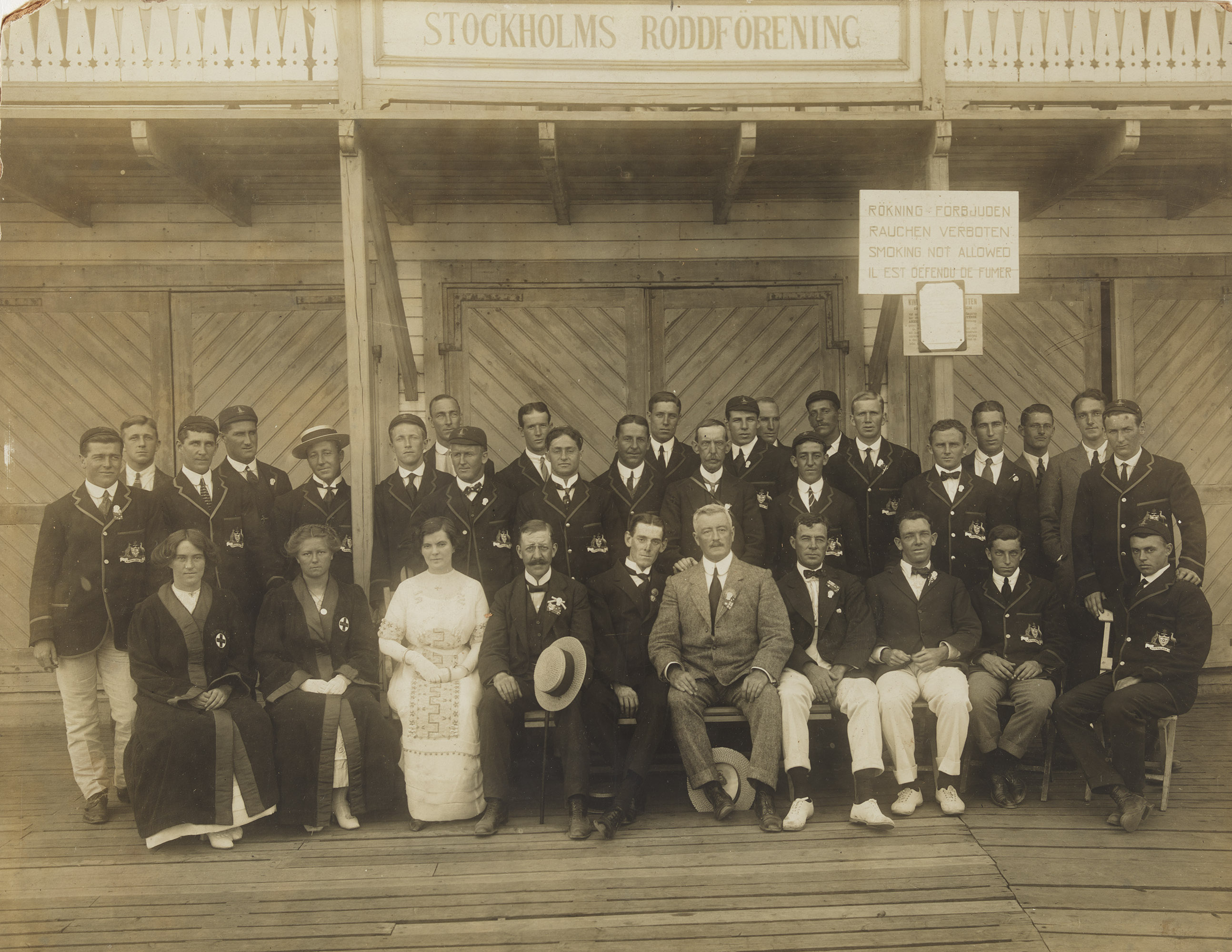
فاني دوراك في مكتبة ولاية نيو ساوث ويلزa5614001u
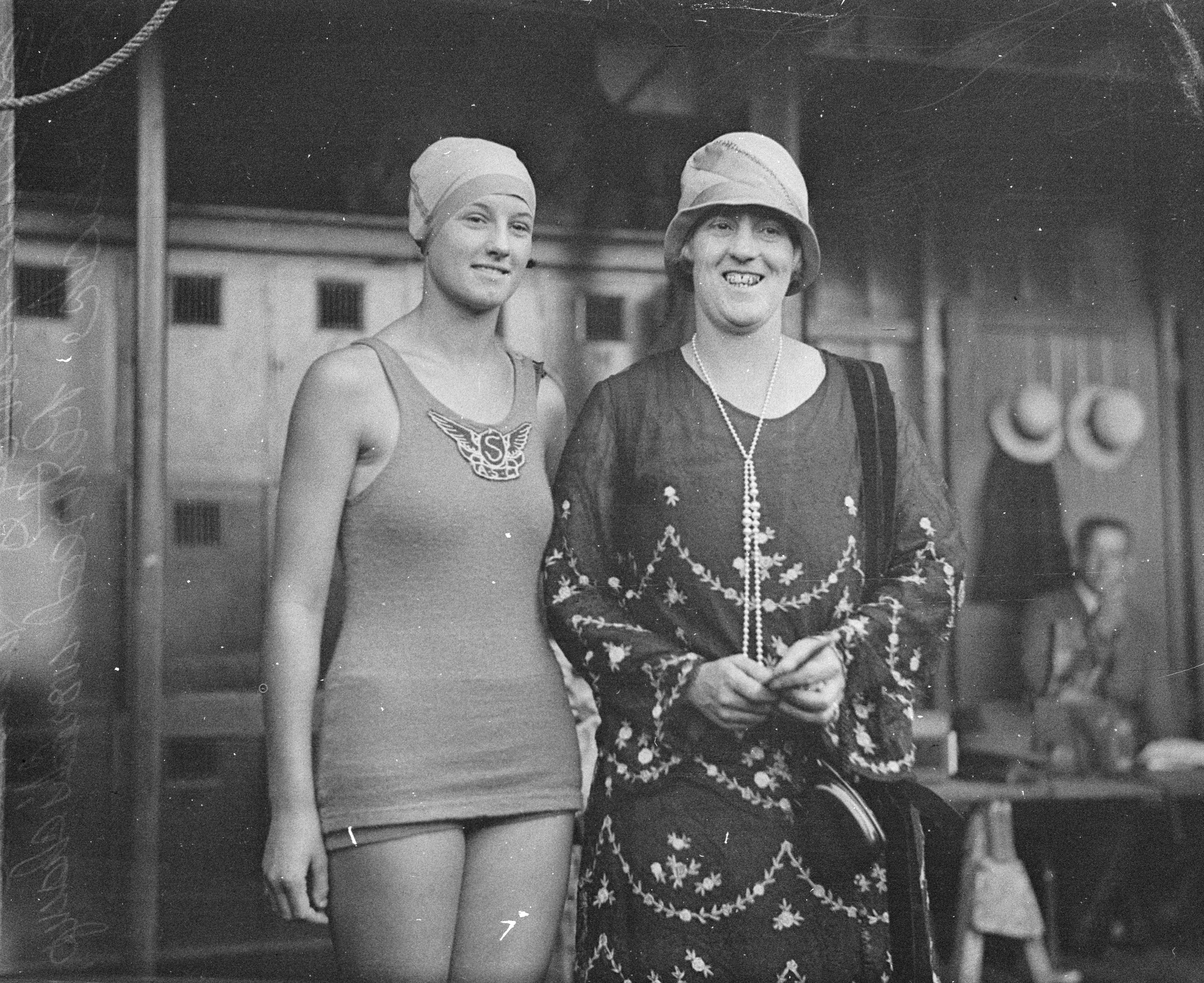
فاني دوراك في مكتبة ولاية نيو ساوث ويلز30001u
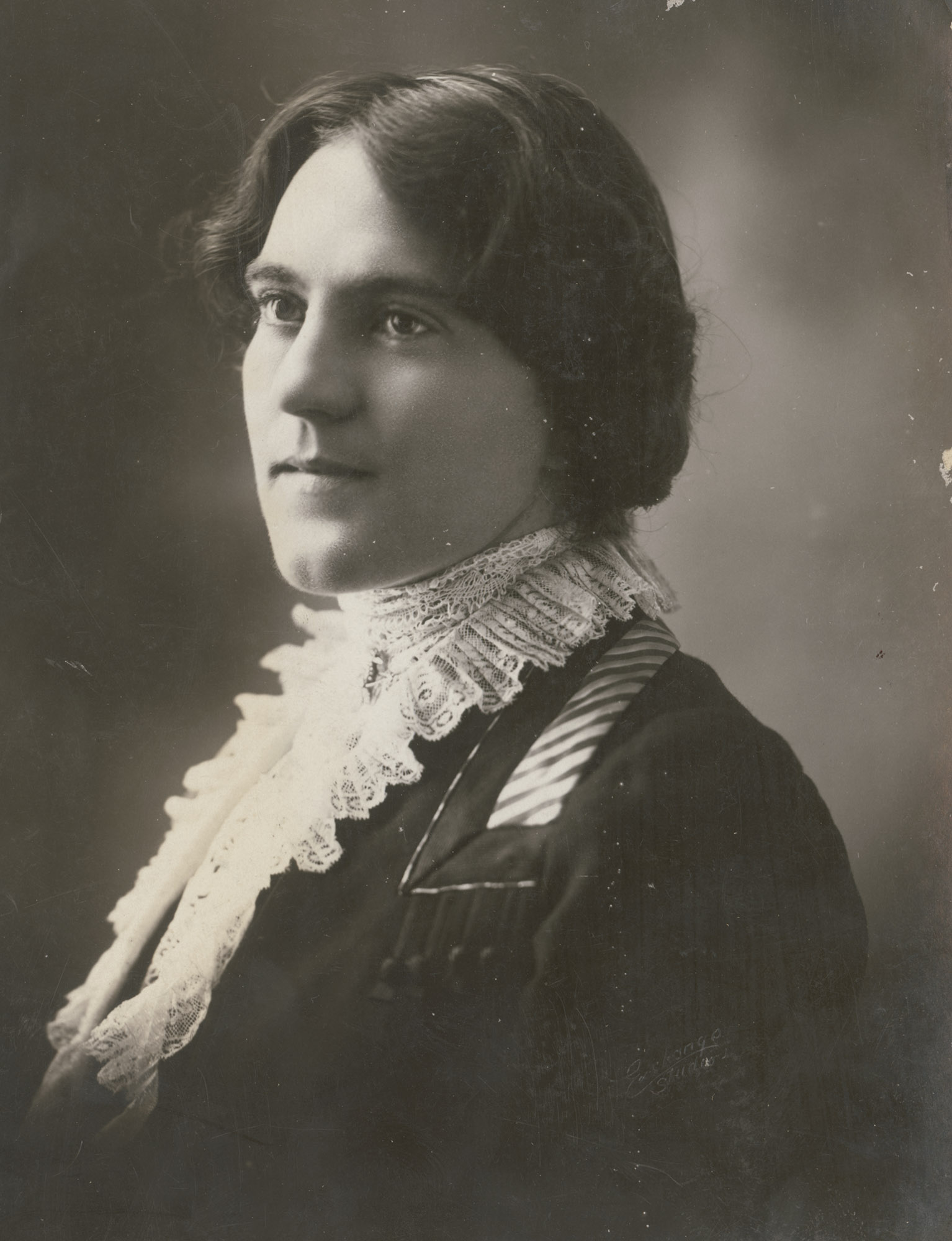
فاني دوراك في مكتبة ولاية نيو ساوث ويلز a466001u

## السجلات

### السجلات الأولمبية
- ذهبية عام 1912 (100 متر حرة)

### أرقام قياسية عالمية
- سباق 100 ياردة حرة (من عام 1912 إلى 1921)
- سباق 100 متر حرة (من عام1912 إلى 1920)
- سباق 220 ياردة حرة (من عام 1915 إلى 1921)
- سباق 500 متر حرة (من عام 1916 إلى 1917)
- ميل (من عام 1914 إلى 1926)

## فهرس
- فيتزسيمونز، بيتر (2006). أبطال الرياضة الأسترالية العظماء. دار نشر هاربر كولينز. ردمك:0-7322-8517-8.
- ديفيد فالتشينسكي، الكتاب الكامل للألعاب الأولمبية الصيفية، ليتل وبراون وشركاه (1996)